# Giuseppe Battista
Pour les articles homonymes, voir Battista.
Giuseppe Battista, né le 11 février 1610 à Grottaglie et mort le 6 mars 1675 à Naples, est un poète italien. Il a laissé des épigrammes latines (Venise, 1653), des poésies lyriques en italien, et une poétique (1676).

## Biographie
Giuseppe Battista dans le royaume de Naples, entre Brindisi et Tarente, dans un lieu nommé Grottaglie. Il perdit ses parents en bas âge, et resta livré à des tuteurs qui, soit par négligence, soit par avidité, réduisirent presque à rien sa modique fortune. Il étudia d’abord dans sa patrie, ensuite à Naples, où il suivit des cours de philosophie et de théologie. Il fut même reçu docteur en cette dernière faculté, et prit l’habit ecclésiastique. Giovanni Battista Manso, marquis de Villa, qui avait tant aimé le Tasse, et qui a écrit sa vie, prit beaucoup d’amitié pour le jeune Battista, et conçut une telle opinion de son goût, qu’en mourant il ordonna, par son testament, que tous ses écrits lui fussent remis, et ne fussent imprimés qu’après qu’il les aurait revus et corrigés. Ayant perdu cet appui, Battista entra chez le duc d’Avellino, qui l’en avait pressé avec instance. Il y resta dix ans ; mais il se retira enfin dans sa patrie, où il vécut longtemps solitaire, et souvent livré à la plus noire mélancolie. Devenu de bonne heure sujet à la goutte et à des accès de sciatique très-douloureux, il cherchait quelquefois se distraire de sa tristesse et de ses douleurs, par de petits voyages à Salerne, à Paestum, à Tarente, sur les côtes du Mergellina, à Sorrente ou à Bari. Il mourut à Naples, le 6 mars 1675. À part les défauts de son style, c’était un des littérateurs les plus savants de son siècle.

## Œuvres
On a de lui :
- des épigrammes latines (Epigrammatum centuriæ III), Venise, 1653 et 1659, in-12.
- Des poésies (Poesie meliche), divisées en 4 parties, qui parurent séparément à Venise, depuis 1653 jusqu’en 1664, in-12 ; puis les quatre parties ensemble, Venise, 1665, in-12, réimprimées en 1666. Il y en eut une 5e partie, Bologne, 1670, in-12 ; Parme, 1675, aussi in-12.
- Epicedj eroici, Venise, 1667, in-12, et avec des additions, Bologne, 1669, in-12. Crescimbeni et Quadrio disent qu’il fut le premier à emprunter le mot grec et latin epicedium pour signifier un morceau de poésie funèbre.
- Le Giornate accademiche (en prose), Venise, 1670 et 1673, in-12.
- Apologia della menzogna (1673)
- Affetti caritativi, Padoue, in-12. Battista ne se fit point connaître pour l’auteur de cet opuscule, qui était une réponse vive et mordante à des critiques faites contre ses vers. Il n’en fit tirer qu’un petit nombre d’exemplaires qu’il distribua à ses amis ; ce petit volume est fort rare.
- Della Patria d’Ennio, autre opuscule, où il soutient qu’Ennius était natif de Rudia, dans le voisinage de Grottaglie, fut d’abord imprimé dans deux recueils du temps ; et ensuite, à la fin d’une édition de ses lettres, dont on va parler tout à l’heure.
- l’Assalone, tragédie, Venise, 1676. Cette pièce et les deux ouvrages suivants furent publiés après la mort de l’auteur par son neveu, Simon-Antoine Battista.
- La Poetica di Giuseppe Battista, Venise, 1676, in-12. Crescimbeni a parlé de cette poétique, dont il loue clarté, la brièveté et le jugement.
- Lettere, opera postuma ed ultima, etc., Venise, 1677 et 1678, in-12 ; Bologne, 1678, in-12. C’est à la fin de ces lettres que l’on trouve la dissertation Della Patria d’Ennio dont il est parlé ci-dessus.